# Islamski ornament
Islamski ornament je uporaba okrasnih oblik in vzorcev v islamski umetnosti in islamski arhitekturi. Njene elemente lahko na splošno razdelimo na arabesko, ki uporablja ukrivljene rastlinske elemente, geometrijske vzorce z ravnimi črtami ali pravilnimi krivuljami, in kaligrafijo, ki jo sestavljajo verska besedila s stiliziranim videzom, ki se uporabljajo tako okrasno kot za prenos pomena. Vsi trije pogosto vključujejo dovršeno prepletanje v različnih medijih.
Islamski ornament je imel pomemben vpliv na evropske dekorativne umetniške oblike, zlasti so razvidne v zahodni arabeski.

## Pregled
Islamska umetnost se večinoma izogiba figurativnim podobam, da ne bi postale predmet čaščenja. Ta anikonizem v islamski kulturi je umetnike spodbudil k raziskovanju nefiguralne umetnosti, kar je ustvarilo splošen estetski premik k matematično temelječi dekoraciji. Še pred oznanjevanjem islama so regije, povezane z današnjim islamskim svetom, pokazale prednost geometrijskemu in stiliziranemu rastlinskemu okrasju. Že v 4. stoletju je bizantinska arhitektura pokazala vplivne oblike abstraktnega okrasja v kamnoseštvu. Sasanidski umetniki so bili delno vplivni s svojim eksperimentiranjem s štukaturo kot dekorativnim medijem.
Islamski geometrijski vzorci izhajajo iz modelov, ki so se uporabljali v prejšnjih kulturah: grški, rimski in sasanidski. So ena od treh oblik islamskega okrasja, druge so arabeska, ki temelji na ukrivljenih in razvejanih oblikah rastlin in islamska kaligrafija; vsi trije se pogosto uporabljajo skupaj, v medijih, kot so mozaik, štukatura, opeka in keramika, za okrasitev verskih stavdb in predmetov.
Avtorji, kot je Keith Critchlow, trdijo, da so islamski vzorci ustvarjeni, da gledalca vodijo k razumevanju temeljne realnosti, namesto da bi bili le okras, kot včasih namigujejo pisci, ki jih zanima le vzorec. V islamski kulturi se verjame, da so vzorci most do duhovne sfere, instrument za čiščenje uma in duše. David Wade pravi, da je »Velik del islamske umetnosti, bodisi v arhitekturi, keramiki, tekstilu ali knjigah, umetnost dekoracije – kar pomeni preobrazbe«. Wade trdi, da je cilj preoblikujejo, spreminjajo mošeje »v lahkotnost in vzorec«, medtem ko »okrašene strani Korana lahko postanejo okna v neskončno«. Proti temu navaja Doris Behrens-Abouseif v svoji knjigi Beauty in Arabic Culture da je »velika razlika« med filozofskim mišljenjem srednjeveške Evrope in islamskega sveta ravno v tem, da sta koncepta dobrega in lepega v arabski kulturi ločena. Trdi, da je bila lepota, bodisi v poeziji bodisi v vizualni umetnosti, uživana »zavoljo nje same, brez zavezanosti verskim ali moralnim merilom«.

## Arabeska
Islamska arabeska je oblika umetniškega okrasja, sestavljenega iz »ritmičnih linearnih vzorcev drsenja in prepletanja listja, vitic« ali navadnih linij, pogosto kombiniranih z drugimi elementi. Običajno je sestavljena iz ene same oblike, ki jo je mogoče »razložiti« ali brezhibno ponoviti tolikokrat, kot želite. Ta tehnika, ki se je pojavila zaradi umetniškega zanimanja za starejše geometrijske kompozicije v poznoantični umetnosti, je gledalcu omogočila, da si je predstavljal, kako bi izgledal vzorec, če bi se nadaljeval čez svoje dejanske meje. To je značilnost, zaradi katere je bila značilna za islamsko umetnost.
Popolnoma »geometrizirane« arabeske so se pojavile v 10. stoletju. Rastlinske oblike, ki se običajno uporabljajo v vzorcih, kot so akantovi listi, grozdje in bolj abstraktne palmete, so sprva izhajale iz poznoantične in sasanidske umetnosti. Za Sasanide je značilna uporaba vinske trte kot dekorativnega elementa, ki izhaja iz Rimljanov prek bizantinske umetnosti. V islamskem obdobju se je ta zvitek vinske trte razvil v arabesko. Okras vinske trte, ki je priljubljen v islamskem ornamentu, naj bi izhajal iz helenistične in zgodnjekrščanske umetnosti. Vendar pa je zvitek vinske trte doživel stilistične spremembe, ki so preoblikovale vzorec vinske trte v bolj abstrakten ornament z le ostanki helenističnega modela. Proti 14. stoletju so začeli dodajati dodatne motive, kot so rože.
Od 14. stoletja naprej so geometrično oblikovano arabesko začeli izpodrivati svobodnejši rastlinski motivi, ki so jih navdihnili kitajska umetnost in slog Saz, ki je postal priljubljen v osmanski umetnosti v 16. stoletju.

## Geometrijski vzorci
Splošno znano je, da je zgodovinski svet islamske umetnosti najbolj vešč v uporabi geometrijskih vzorcev za umetniško izražanje. Islamski geometrijski vzorci so se razvili v dveh različnih regijah. Te lokacije so v vzhodnih regijah Perzije, Transoksiane in Horasana ter v zahodnih regijah Maroka in Andaluzije. Geometrijski dizajni v islamski umetnosti so pogosto zgrajeni na kombinacijah ponavljajočih se kvadratov in krogov, ki se lahko prekrivajo in prepletajo, tako kot arabeske, s katerimi se pogosto kombinirajo, da tvorijo zapletene in kompleksne vzorce, vključno s široko paleto teselacij. Ti lahko tvorijo celotno dekoracijo, lahko tvorijo okvir za cvetlične ali kaligrafske okraske ali pa se umaknejo v ozadje okoli drugih motivov. Kompleksnost in raznolikost uporabljenih vzorcev sta se razvila od preprostih zvezd in rombov v 9. stoletju, prek različnih 6- do 13-krakih vzorcev v 13. stoletju in končno vključila tudi 14- in 16-krake zvezde v 16. stoletju. Geometrijske oblike, kot so krogi, kvadrati, rombi, dvanajsterokotniki in zvezde, se razlikujejo po predstavitvi in konfiguraciji po svetu islama.
Geometrijski vzorci se pojavljajo v različnih oblikah v islamski umetnosti in arhitekturi, vključno s preprogami čilim, perzijskimi girih in zahodnimi ploščicami zellij, okrasnimi oboki muqarnas, preluknjanimi kamnitimi zasloni džali, keramika, usnje, vitraj, pohištvo in kovina.

## Kaligrafija
Kaligrafija je osrednji element islamske umetnosti, ki združuje estetsko privlačnost in versko sporočilo. Včasih je prevladujoča oblika ornamenta; včasih je kombinirana z arabesko. Pomen pisane besede v islamu je zagotovil, da je epigrafski ali kaligrafski okras igral vidno vlogo v arhitekturi. Kaligrafija se uporablja za okrasitev stavb, kot so mošeje, medrese in mavzoleji; lesenih predmetov, kot so skrinjice; in keramike, kot so ploščice in sklede.
Epigrafski okras lahko z izbiro besedilnega programa napisov nakazuje tudi nadaljnja politična ali verska sporočila. Na primer, kaligrafski napisi, ki krasijo Kupolo na skali, vključujejo citate iz Korana, ki omenjajo Jezusov čudež in njegovo človeško naravo (npr. Koran 19:33–35), edinost Boga (npr. Koran 112) in vloga Mohameda kot »Pečat prerokov«, kar so razlagali kot poskus oznanitve zavračanja krščanskega koncepta svete Trojice in razglasitve zmagoslavja islama nad krščanstvom in judovstvom. Poleg tega temeljni napisi na stavbah običajno označujejo ustanovitelja ali pokrovitelja, datum izgradnje, ime vladajočega vladarja in druge podatke.
Najzgodnejši primeri epigrafskih napisov v islamski umetnosti kažejo bolj nenačrtovan pristop, v katerem kaligrafija ni integrirana z drugimi dekoracijami. V 10. stoletju se je pojavil nov pristop k pisanju. Ibn Muqla je znan kot začetnik khatt al-mansub ali proporcionalnega sloga pisave. Khatt, kar pomeni »označevanje«, je poudarjalo fizično razmejitev prostora s kaligrafsko pisavo. Ta koncept racionalizacije prostora je neločljivo povezan z islamskim ornamentom. Do 9. in 10. stoletja so bili napisi popolnoma vključeni v preostali dekorativni program predmeta ali stavbe, do 14. stoletja pa so postali prevladujoča dekorativna značilnost na številnih predmetih. Najpogostejši slog pisave v zgodnjem obdobju je bil Kufic, v katerem so prevladovale ravne kotne črte. V monumentalnih napisih so bili sčasoma dodani določeni dodatki, da bi ustvarili različice, kot je 'cvetlični' kufic (v katerem oblike cvetov ali vitic izvirajo iz črk) ali 'vozlasti' kufic (v katerem nekatere črke tvorijo prepletene vozle). Vendar pa je izdelava kufijskih pisav postala tudi manj čitljiva, kar je privedlo do sprejetja bolj okroglih 'kurzivnih' pisav v arhitekturni dekoraciji, kot so Naskh, Thuluth in druge. Te pisave so se prvič pojavile na spomenikih v 11. stoletju, sprva za verske napise, nato pa tudi za druge napise. Kurzivne pisave so bile v naslednjih stoletjih podvržene nadaljnjim izpopolnitvam, medtem ko je bila kufska pisava potisnjena na drugo mesto. Napisi so postali daljši in bolj natrpani, ko je bilo vključenih več informacij in imenom pokroviteljev je bilo dodanih več naslovov.

## Vpliv na zahodni ornament
Zahodni slog ornamentov, ki temelji na islamski arabeski, se je razvil v Evropi, začenši v poznem 15. stoletju v Benetkah; imenovali so jo moreska ali zahodna arabeska. Uporabljali so ga v najrazličnejših dekorativnih umetnostih, zlasti pri oblikovanju in vezavi knjig. Nedavno so na Williama Morrisa iz gibanja umetnosti in obrti vplivale vse tri vrste islamskega okrasja.

## Teorije islamskega ornamenta
Prisotnost vzorca je ena najzgodnejših oblik umetniškega izražanja; vendar so znanstvene in teoretične študije o vzorcu razmeroma nov razvoj. Sistematično preučevanje njihovih lastnosti in pomena se je začelo v poznem 19. stoletju. Teorije o ornamentu lahko najdete v spisih Aloisa Reigla, Williama Morrisa, Johna Ruskina, Carla Semperja in Viollet-le-Duca.
Oleg Grabar je eden od teoretikov, ki se ukvarjajo s sposobnostjo ornamentov, da vzbujajo misel in interpretacijo. Trdi, da se ornament ne uporablja le kot okras, ampak kot posrednik pri izdelavi in videnju. Poleg tega se zdi, da njegove dekorativne lastnosti dopolnjujejo predmet, saj mu zagotavljajo kakovost. Ta »kakovost« je občutek, ki se prenaša skozi vizualna sporočila ornamenta.
Owen Jones v svoji knjigi The Grammar of Ornament (1856) predlaga teorije o barvi, geometriji in abstrakciji. Eno od njegovih vodilnih načel pravi, da vsi okraski temeljijo na geometrijski konstrukciji.
Ernst Gombrich poudarja praktične učinke ornamenta kot uokvirjanja, polnjenja in povezovanja. Meni, da so najbolj pomembni vidiki umetnosti neokrasni, kar izhaja iz naklonjenosti zahodni reprezentacijski umetnosti. Geometrijski vzorec v islamskem ornamentu vključuje to zapolnjevanje prostora, tehnično opisano kot »teselacija skozi izometrijo«. Primarni cilj 'polnjenja' prostora z geometrijskimi vzorci je, da ga izboljša. Oleg Grabar se v svoji knjigi Meditacija o ornamentu odmika od Gombrichovega stališča, na katerega je vplivala Evropa, da bi pokazal, kako je lahko ornament predmet oblikovanja. Razlikuje med zapolnjevanjem prostora z dizajnom in preoblikovanjem prostora z dizajnom.
Grabar opozarja na »ikonoforičnost« ornamenta. Njegova uporaba besede ikonoforičen pomeni 'indikativno' ali 'ekspresivno'. Upoštevanje ornamenta zaradi njega samega spodkopava njegovo subjektivnost. Geometrijske oblike je mogoče oblikovati kot subjekte s svojo sposobnostjo sporočanja ali krepitve ikonografskega, semiotičnega ali simbolnega pomena. Ornament v islamskem delu se uporablja za posredovanje bistva določljivega sporočila ali samih določenih sporočil. Geometrične oblike z bogato teksturo v Alhambri delujejo kot prehod, esenca, za gledalce, da meditirajo o življenju in posmrtnem življenju. En primer uporabe geometrije za označevanje določenega sporočila je viden nad vhodom enega od stolpov Kharraqan, kjer mnogokotniki v obliki zvezde uokvirjajo besedo Alah (Bog).
Razvoj rastlinskega ornamenta iz Egipta, starodavnega Bližnjega vzhoda in helenističnega sveta je dosegel vrhunec v islamski arabeski. Rastlinski ornament je predlog evokacije življenja v nasprotju z njegovo upodobitvijo. Njegove organske, ritmične linije ustvarjajo bistvo rasti in gibanja.
Pogosta napačna predstava pri razumevanju arabeske je pripisovanje le religioznim sporočilom. To pomeni, da se je islamska uporaba ornamentov pojavila kot slogovni odgovor na zavračanje čaščenja malikov ali ikon. Čeprav se ornament uporablja kot sredstvo za sveto kontemplacijo in združitev z Bogom, ni omejen na to funkcijo.